# Суджук (остров)
Суджук — небольшой остров в Цемесской бухте Чёрного моря рядом с Новороссийском.
Остров представляет собой низкую каменистую косу длиной 200—250 м и шириной около 20 м.
В 700 м от острова на север располагается Суджукская коса, отделяющая от моря Суджукскую лагуну, название которых вероятно происходит от разрушенной турецкой крепости Суджук-кале, которая расположена в районе косы.
Рядом с островом Суджук находится Суджукский маяк, ограничивающий мель. От косы до острова идёт мелководная «тропинка».
На картах XIX века одна из ветвей Суджукской косы доходит до острова, таким образом он являлся оконечностью этой ветви. На снимках 1940-х годов остров имел треугольную форму.
Самое опасное место для купания Краснодарского края, из-за сильного течения поднимающегося с глубины, с температурой воды +13 градусов (в июле).